# Sport1 Medien
Die Sport1 Medien GmbH (bis Anfang 2020 Constantin Medien AG, davor EM.Sport Media AG) mit Sitz in Ismaning bei München ist ein  Medienunternehmen. Mit ihren Tochterunternehmen deckt die Sport1-Medien-Gruppe die gesamte Wertschöpfungskette im Sportbereich ab.

## Eigentümerstruktur
| Anteil   | Anteilseigner               |
| -------- | --------------------------- |
| 100,00 % | Highlight Communications AG |

(Stand: 7. November 2024)

Logo bis 27. Januar 2025 als Aktiengesellschaft

Am 13. Februar 2018 wurde eine Übernahme durch die Highlight Communications AG vollzogen. Am 26. September 2019 erfolgte das Delisting von der Frankfurter Wertpapierbörse.
Auf der ordentlichen Hauptversammlung 2019 wurde die Umfirmierung in die Sport1 Medien AG beschlossen. Die Änderung wurde am 2. Januar 2020 im Handelsregister des Amtsgerichts München (HRB 148 760) eingetragen und wurde damit wirksam. Mit der Umfirmierung einher geht auch die ebenfalls von der ordentlichen Hauptversammlung im Juli 2019 beschlossene Änderung des Unternehmensgegenstands, der sich nun stärker auf die Aktivitäten der Gesellschaft im digitalen Bereich ausgerichtet.
Am 23. Februar 2024 erwarb Acun Medya 50 % der Tochtergesellschaft Sport1 GmbH.
Am 28. Januar 2025 erfolgte die Umwandlung von einer Aktiengesellschaft zur GmbH.

## Wesentliche Beteiligungen
Zu den Tochterunternehmen von Sport1 Medien gehören: Sport1 GmbH, Magic Sports Media GmbH, Match IQ GmbH, Plazamedia GmbH und Leitmotif Creators GmbH.
Im Dezember 2019 wurde auch der Vermarktungsbereich, der zuvor der Sport1 Media GmbH zugehörig war, unter dem Dach der Sport1 GmbH eingegliedert.
Über die Aktivitäten von Sport1 hinaus umfasst das Unternehmensportfolio der Sport1 Medien GmbH die Magic Sports Media als Vermarktungsunternehmen in den Bereichen Wetten, Poker, Casino und Lotto, die Match IQ als die Sport-Event- und -Beratungs-Agentur für Verbände, Ligen und Klubs bei der Internationalisierung, Spieltags-Abwicklung sowie der Organisation von Freundschaftsspielen, Turnieren, Trainingslagern und Auslandsreisen, Plazamedia als Content-Solution-Provider im Sport- und Entertainment-Bereich für sämtliche Medienkanäle und Leitmotif als Consulting-Unit und Anbieter von integrierten Kommunikationslösungen für Unternehmen und Marken. Diese Gesellschaften sind im Rahmen ihrer Geschäftstätigkeit weiterhin auch auf das Drittkundengeschäft ausgerichtet.